# Cantonul Le Puy-en-Velay-Ouest
Cantonul Le Puy-en-Velay-Ouest este un canton din arondismentul Le Puy-en-Velay, departamentul Haute-Loire, regiunea Auvergne, Franța.

## Comune
- Ceyssac
- Espaly-Saint-Marcel
- Le Puy-en-Velay (parțial, reședință)